# Фторид кремния(IV)
Фторид кремния(IV) (кремний четырёхфтористый, тетрафторид кремния, тетрафторсилан) — бинарное неорганическое соединение кремния и фтора с формулой SiF4, бесцветный ядовитый газ, легко гидролизуется водой, растворяется в органических растворителях.

## Получение
- Сгорание кремния в атмосфере фтора:

{\displaystyle {\mathsf {Si+2F_{2}\ {\xrightarrow {}}\ SiF_{4}}}}
- Действие фтора на оксид кремния:

{\displaystyle {\mathsf {SiO_{2}+2F_{2}\ {\xrightarrow {250-400^{o}C}}\ SiF_{4}+O_{2}}}}
- Действие газообразного фтористого водорода на кремний:

{\displaystyle {\mathsf {Si+4HF\ {\xrightarrow {40-100^{o}C}}\ SiF_{4}+2H_{2}}}}
- или его оксид:

{\displaystyle {\mathsf {SiO_{2}+4HF\ {\xrightarrow {250-400^{o}C}}\ SiF_{4}+2H_{2}O}}}
- Разложение кремнефтористоводородной кислоты:

{\displaystyle {\mathsf {H_{2}[SiF_{6}]\ {\xrightarrow {H_{2}SO_{4}}}\ SiF_{4}\uparrow +2HF}}}
- или гексафторосиликата натрия:

{\displaystyle {\mathsf {Na_{2}[SiF_{6}]\ {\xrightarrow {600^{o}C}}\ SiF_{4}\uparrow +2NaF}}}

## Физические свойства
Тетрафторид кремния — бесцветный газ, в твёрдом состоянии легко сублимируется, термически устойчив.
В твёрдом состоянии образует кристаллы кубической сингонии, пространственная группа I 43m или I 23, параметры ячейки a = 0,542 нм, Z = 2.
Легко гидролизуется водой, растворяется в органических растворителях.

## Химические свойства
- Гидролизуется водой, продукты зависят от температуры:

{\displaystyle {\mathsf {SiF_{4}+4H_{2}O\ \rightleftarrows \ H_{4}SiO_{4}+4HF}}}
{\displaystyle {\mathsf {3SiF_{4}+2H_{2}O\ {\xrightarrow {100^{o}C}}\ SiO_{2}\downarrow +2H_{2}[SiF_{6}]}}}
{\displaystyle {\mathsf {SiF_{4}+2H_{2}O\ {\xrightarrow {>100^{o}C}}\ SiO_{2}+4HF}}}
- Растворяется в плавиковой кислоте с образованием кремнефтористоводородной кислоты:

{\displaystyle {\mathsf {SiF_{4}+2HF\ \rightleftarrows \ H_{2}[SiF_{6}]}}}
- а при сплавлении с фторидами щелочных металлов образует соли кремнефтористоводородной кислоты:

{\displaystyle {\mathsf {SiF_{4}+2NaF\ {\xrightarrow {200^{o}C}}\ Na_{2}[SiF_{6}]}}}
- При нагревании активные металлы вытесняют кремний:

{\displaystyle {\mathsf {SiF_{4}+2Mg\ {\xrightarrow {500^{o}C}}\ Si+2MgF_{2}}}}
- Реагирует с кремнием:

{\displaystyle {\mathsf {SiF_{4}+Si\ \rightleftarrows \ 2SiF_{2}}}}

## Сферы использования
- Получение кремнефтористоводородной кислоты.
- Очистка кремния и его травление.

## Токсикология
Считается высокотоксичным веществом, так как при контакте с горячей водой и кислотами выделяется чрезвычайно ядовитый фтороводород. ПДК 0,5 мг/м³.